# 蘭德麥奈利
蘭德麥奈利公司（英語：Rand McNally & Co.）是一家位在美国的出版公司，專門發行地图、地圖集、教科書，以及發行地球儀給旅行、商业與教育等用途。它也提供电子地图服务，以及商用的運輸路線軟體。總部位在伊利諾伊州史科基村郊區，它的配送中心位在肯塔基州里士滿。

## 外部連結
- 蘭德麥奈利網站 （页面存档备份，存于）
- 安德魯·麥奈利的家族檔案 （页面存档备份，存于），位在紐貝利圖書館（英语：Newberry Library）
- 蘭德麥奈利的公司檔案記錄 （页面存档备份，存于），位在紐貝利圖書館（英语：Newberry Library）